# Iko Uwais
Uwais Qorny, beter bekend als Iko Uwais (Jakarta, 12 februari 1983), is een Indonesisch acteur, stuntman en vechtkunstenaar.
Uwais is het meest bekend met martialartsfilms. Zijn grootvader was meester in de pencak silat en richtte een school op voor traditionele Indonesische vechtkunsten. Op een leeftijd van tien jaar leerde Uwais ook deze vechtsporten. In de demonstratie categorie werd hij in 2005 nationaal kampioen.
In 2007 werd hij ontdekt door de filmregisseur Gareth Evans, die hem een baan aanbood in zijn productiebedrijf. Twee jaar later maakte hij als acteur zijn filmdebuut in Evans martialartsfilm Merantau. De samenwerking met Evans kreeg een vervolg met de martialartsfilms The Raid en The Raid 2 waarin hij de hoofdrol speelt van een politieagent uit Jakarta. In 2013 acteerde hij ook samen met Keanu Reeves in de martialartsfilm Man of Tai Chi. In de actiescènes was Uwais zelf ook de action choreographer of fight choreographer.
Uwais is in 2012 getrouwd met de Indonesische zangeres Audy Item, samen hebben ze een dochter.

## Filmografie
| Jaar      | Titel                                     | Rol            | Opmerkingen     |
| --------- | ----------------------------------------- | -------------- | --------------- |
| Film      |                                           |                |                 |
| 2009      | Merantau                                  | Yuda           |                 |
| 2011      | The Raid                                  | Rama           |                 |
| 2013      | Man of Tai Chi                            | Giang Sunjaya  |                 |
| 2014      | The Raid 2                                | Rama           |                 |
| 2015      | Star Wars: Episode VII: The Force Awakens | Razoo Quin-Fee |                 |
| 2016      | Headshot                                  | Ishmael        |                 |
| 2017      | Beyond Skyline                            | Sua            |                 |
| 2018      | Mile 22                                   | Li Noor        |                 |
| 2018      | The Night Comes for Us                    | Arian          |                 |
| 2019      | Stuber                                    | Oka Tedjo      |                 |
| 2019      | Triple Threat                             | Jaka           |                 |
| 2021      | Snake Eyes: G.I. Joe Origins              | Hard Master    |                 |
| 2022      | Fistful of Vengeance                      | Kai Jin        |                 |
| 2023      | Expend4bles                               | Suarto Rahmat  |                 |
| 2025      | Skyline: Warpath                          | Sua            | Postproductie   |
| Televisie |                                           |                |                 |
| 2020      | Wu Assassins                              | Kai Jin        | 10 afleveringen |

- Bibsys: 13057076
- Biblioteca Nacional de España: XX5588420
- Bibliothèque nationale de France: cb16256842z (data)
- Gemeinsame Normdatei: 1070725137
- International Standard Name Identifier: 0000 0003 7692 3234
- Library of Congress Control Number: no2012108583
- Nationale Bibliotheek van Tsjechië: xx0242435
- Nederlandse Thesaurus van Auteursnamen: 345516680
- Système universitaire de documentation: 166614505
- Virtual International Authority File: 254040054
- WorldCat: E39PBJk4FpdFTH6dryGgGyHwG3